# Nina Malinovski
Nina Malinovski (født 28. juli 1951 i Aarhus) er en dansk digter, prosaforfatter, manuskriptforfatter og oversætter. Hun er datter af forfatteren Ivan Malinovski.
 Hun var formand for Dramatikernes Forbund i årene 2002-2009.
Malinovski underviser på kunsthøjskolen i Holbæk.

## Filmproduktion
- Den sommer ved havet
- Johnny er ligeglad, 1994
- Linegang, 1986

## Priser og legater
- 1982 Emma Bærentzens Legat
- 1987 Leck Fisher-legatet
- 1989 Emma Gad
- 1989 Fredslegatet
- 1990 Morten Nielsens mindelegat
- 1991 SCRIPT, den europæiske manuskriptfond
- 1992 Statens Kunstfonds tre-årige arbejdslegat

## Eksterne referencer
- Litteratursiden.dk
- malinovski.dk